# Боклан, Станислав Владимирович
Станисла́в Влади́мирович Бокла́н (укр. Станіслав Володимирович Боклан; род. 12 января 1960, Брусилов, Житомирская область, Украинская ССР, СССР) — украинский актёр театра и кино. Народный артист Украины (2016). Кавалер ордена «За заслуги» III степени (2021). Широкую известность получил благодаря ролям премьер-министра Украины Юрия Чуйко в сериале «Слуга народа», Александра Меркулова в сериале «Папик» и Петра Червинского в сериале «Крепостная».

## Биография
Станислав Боклан родился 12 января 1960 года в городе Брусилов (Житомирская область). Затем семья переехала в Киев. Он вырос в Святошинском районе, в простой трудовой семье, не имеющей отношения к искусству.
После школы пошёл работать на завод «Кристалл» — был «измерителем электрических параметров в микромодуле».
В 1979 году за компанию с другом он пошёл поступать в театральный. И не прошёл. «Помню, как после экзамена, получив двойку, я осознал, что меня никто никуда не возьмёт. За мной следом вышла преподаватель сценической речи. Она остановила меня и сказала: „Обязательно попробуйте ещё раз. В вас что-то есть“. И через год я поступил в театральный», — вспоминал он.
В 1984 году окончил актёрский факультет Киевского государственного института театрального искусства имени И. К. Карпенко-Карого (курс Бориса Ставицкого).
С 1984 по 1994 год служил в Донецком академическом областном драматическом театре (Мариуполь).
С 1994 по 2020 год — актёр Киевского академического Молодого театра.
В конце 2017 года стал членом жюри шоу «Лига смеха».
С ноября 2021 года — ведущий программы «Хто хоче стати мільйонером?» (украинская версия телеигры Who Wants to Be a Millionaire?).

## Семья
- Первая жена — актриса театра и кино Елена Дудич.
  - Дочь — Марианна Боклан
- Вторая жена — актриса театра и кино Наталья Кленина.
  - Пасынок (сын жены от брака с актёром театра и кино Александром Пьянзиным (1956—2018) — Кирилл Думский.
    - Внук — Демид (р. 2015).
    - Внучка — Арина (р. 2017).
- Младший брат — Николай Боклан, (род. 13 октября 1963) украинский актёр театра и кино, заслуженный артист Украины (2008).

## Театральные работы

### Киевский академический Молодой театр
1. 1994 — «За двумя зайцами» М. Старицкого; режиссёр В. Шулаков — Степан
2. 1997 — «Дон Жуан» Мольера; режиссёр С. Моисеев — Дон Жуан, сын Дона Луиса
3. 1999 — «РЕВИЗОР» Н. Гоголя и Н. Кулиша; режиссёр С. Моисеев — Ямка / Городничий / Каландаришвили
4. 2000 — «Трагедия Гамлета, принца датского» У. Шекспира; режиссёр С. Моисеев — Клавдий
5. 2001 — «Стальная воля» М. Курочкина; режиссёр Д. Богомазов — Бадальский
6. 2001 — «Гедда Габлер» Г. Ибсена; режиссёр С. Моисеев — Йорген Тесман
7. 2002 — «Хоровод любви» А. Шницлера; режиссёр С. Моисеев — Граф
8. 2003 — «Дядя Ваня» А. Чехова; режиссёр С. Моисеев — Астров
9. 2005 — «В моём завершении — моё начало» Ф. Шиллера; режиссёр С. Моисеев — Роберт Дадли, граф Лейстер
10. 2007 — «Четвёртая сестра» Я. Гловацкого; режиссёр С. Моисеев — Генерал
11. 2009 — «Торчалов» Никиты Воронова; постановщик С. Моисеев — Павел Максимович Торчалов
12. 2010 — «Сатисфакция» по пьесе У. Шекспира «Венецианский купец»; режиссёр С. Моисеев — Антонио, венецианский купец
13. 2012 — «Афинские вечера» П. Гладилина; режиссёр И. Славинский — Борис Олегович
14. 2013 — «Загадочные вариации» Э. Шмитта; режиссёр А. Билоус — Абель Знорко
15. 2015 — «Однорукий» по пьесе М. Макдонаха «Однорукий из Спокана»; режиссёр А. Билоус — Кармайкл
16. «Автобус» С. Стратиева; режиссёр Т. Криворученко — Человек
17. «Войцек» Г. Бюхнера; режиссёр Т. Криворученко — Врач
18. «Зойкина квартира» М. Булгакова; режиссёр О. Дзекун — Аметистов
19. «Лифт» Гарольд Пинтер; режиссёр О. Катунин — Гас
20. 2020 — «Шинель» по повести Николая Гоголя; режиссёр А. Белоус — Акакий

### Другие театры
1. «Ищите женщину» К. Манье
2. «Танго» С. Мрожека — Артур
3. «Чао» Ж. Соважон — Венсан
4. «Чайка» А. Чехова — Треплев
5. «Я, Фейербах!» Т. Дорст

## Фильмография
1. 1992—1997 — Тарас Шевченко. Завещание — Леонтий Васильевич Дубельт, генерал от кавалерии
2. 1994 — Американский блюз — бандит
3. 1995 — Атентат. Осеннее убийство в Мюнхене — вояк УПА
4. 1995 — Казнённые рассветы — Михайло
5. 1995 — Репортаж — Стивен Райт
6. 2000 — Непокорённый — казак
7. 2001 — Провинциальный роман — Николай Николаевич Николаенко
8. 2001 — След оборотня — Сёва Круглов
9. 2002 — Кукла — Джарданов Август, майор
10. 2002 — Право на защиту (телесериал) Право на защиту — следователь
11. 2003 — Овод — Джеймс Бартон
12. 2004 — Любовь слепа — Костя
13. 2004 — Небо в горошек — архитектор
14. 2004 — Пять звёзд (Отель «Пять звёзд»)
15. 2005 — Братство — Леонтий Васильевич Дубельт, генерал от кавалерии
16. 2005 — Возвращение Мухтара 2 (серия № 28 «Коварство и любовь») — Касагоров Павел Андреевич, директор строительной фирмы
17. 2005 — Женская интуиция 2 — Илья, пластический хирург, первый муж Инги
18. 2005 — Охота за тенью — Руслан, бывший муж Татьяны
19. 2005—2006 — Сёстры по крови — Петров, следователь
20. 2006 — Без особых примет — Пётр Николаевич Ведерников, начальник службы безопасности банка
21. 2006 — Возвращение Мухтара 3 (серии № 1—2 «Поворот») — Алексей Хазов
22. 2006 — Девять жизней Нестора Махно — Владимир Антонов-Овсеенко, революционер
23. 2006 — Дедушка моей мечты 2 — Тарас, моряк
24. 2006 — Звёздные каникулы — папа
25. 2006 — Кактус и Елена — Дроздов, отец Елены
26. 2006 — Не наезжай на Деда Мороза
27. 2006 — Пять минут до метро — Павел, соперник Лещинского
28. 2006 — Цветы для Снежной королевы
29. 2006 — Не наезжай на Деда Мороза!
30. 2007 — Антиснайпер — следователь прокуратуры
31. 2007 — Антиснайпер 2. Двойная мотивация — следователь прокуратуры
32. 2007 — Год Золотой рыбки — Вельянович
33. 2007 — Сердцу не прикажешь — Антон, отец Андрея
34. 2007 — Ситуация 202 (фильм № 3 «Болезнь движения») — корректировщик
35. 2008 — Абонент временно недоступен — следователь
36. 2008 — Адреналин — майор УБОП
37. 2008 — Доченька моя — Евгений Михайлович Курильский
38. 2008 — За всё тебя благодарю 3 — Игорь Георгиевич
39. 2008 — Как найти идеал — Михаил Юрьевич
40. 2008 — Колдовская любовь — начальник милиции
41. 2008 — Красный лотос — Леонид Александрович Вишневецкий
42. 2008 — Неодинокие — Иван Кошкин, одноклассник Аллы и Маши, бывший муж Маши
43. 2008 — Новогодняя семейка — Иван Николаевич Извеков
44. 2008 — Тревожный отпуск адвоката Лариной — Станислав Петрович Жихар, оперативный сотрудник подольского уголовного розыска
45. 2008 — Хорошие парни — Михаил Третенко, полковник милиции
46. 2008 — Удиви меня
47. 2009 — Веское основание для убийства — чиновник ФСБ
48. 2009 — Возвращение Мухтара 5
  1. серия № 2 «Собака Павлова» — Иван Петрович Павлов
  2. серия № 27 «Воришки на поток» — Дунайский
  3. серия № 59 «двойное дно» — Дубов
49. 2009 — Индийское кино — Леонид, отец Оксаны
50. 2009 — Легенды колдовской любви — начальник милиции
51. 2009 — По закону (серия № 69 «Слово офицера») — Анатолий Козин
52. 2009 — Правила угона — сотрудник милиции
53. 2009 — При загадочных обстоятельствах (фильм № 1 «Поезд, который исчез») — «Металлист»
54. 2010 — Брат за брата — Васнецов, прокурор
55. 2010 — Вчера закончилась война — Захар, колхозник
56. 2010 — Охотники за караванами — Пётр Степанович, комбат, командир советской базы на афгано-пакистанской границе
57. 2010 — Паршивые овцы — полковник
58. 2010 — Солнцекруг — Станислав Любарский, бизнесмен-застройщик, муж Анны
59. 2010—2013 — Ефросинья — Андрей Бубнов
60. 2011 — Биение сердца — Иван Ильин, отец Нины и Кеши
61. 2011 — Дело было на Кубани — Юрий Сергеевич Пятибрат, прокурор
62. 2011 — Матч — Баразий, бургомистр Киева (прототипы — Владимир Багазий, Леонтий Форостовский)
63. 2011 — Остров ненужных людей — заведующий отделением
64. 2011 — Последний кордон. Продолжение — Семён Луконин, ухажёр Светланы
65. 2011 — Чемпионы из подворотни — Григорий, охранник
66. 2012 — Женский доктор (серия № 20 «Настоящий полковник») — Михаил Иванович Завьялов
67. 2012 — Любовь с оружием — Пётр Васильевич, командир спецназа
68. 2012 — Менты. Тайны большого города — Петрович, майор милиции
69. 2012 — Обучаю игре на гитаре — Семён, отец Риты
70. 2012 — Одесса-мама — Фёдор Фёдорович Барчук, начальник одесского угрозыска
71. 2012 — Полёт бабочки — Борис, одноклассник Ковалевских
72. 2012 — Страсти по Чапаю — Андрей Мальцев, полковник царской армии, отец Евгения и Татьяны
73. 2013 — Бомба — генерал Ильичёв
74. 2013 — Два Ивана — Григорий Геннадьевич Уваров, участковый
75. 2013 — Ключи от прошлого — Игорь Михайлович Куликов, бизнесмен, владелец фармацевтического завода «КУЛҒаrm»
76. 2013 — Ловушка — Зиновий Валентинович Штольц, криминальный бизнесмен
77. 2013 — Поводырь — Иван Кочерга, кобзарь
78. 2013 — Птица в клетке — Эдуард Платонович Лаврин
79. 2014 — Белые волки 2 — Андрей Степанович Белецкий, адвокат
80. 2014—2015 — Когда мы дома — Григорий Бакулин, пенсионер
81. 2014 — Пока станица спит — Козьма
82. 2014 — Всё равно ты будешь мой — Борис Борисович Арефьев, бизнесмен, отец Никиты
83. 2015 — Битва за Севастополь — Михаил Юрьевич, майор НКВД, отец снайпера Красной армии Людмилы Павличенко
84. 2015 — Новый мир (Польша) — Иван
85. 2015 — Поделись счастьем своим — Петрович, муж Валентины
86. 2015 — Последняя электричка — Николай Ильич Белосельский, прокурор, отец Марины
87. 2015 — Слуга народа — Юрий Иванович Чуйко, премьер-министр Украины
88. 2015 — Хозяйка — Сергей Андреевич Радченко, следователь
89. 2015 — Центральная больница — Владимир Началов, главврач
90. 2016 — Спросите у осени — Валерий
91. 2016 — Маэстро — Грек
92. 2016 — Столетие Якова — Яков
93. 2016 — Между любовью и ненавистью — Васильев
94. 2016 — Пацики
95. 2016 — 25-й час — Сергей Васильевич Аксаков, криминальный бизнесмен
96. 2016 — Слуга народа 2 — Юрий Иванович Чуйко, премьер-министр Украины
97. 2017 — Правило боя — Скульский
98. 2017 — Черта — Крулл
99. 2017 — Короткое слово «нет» — Седой
100. 2017 — Слуга народа—2: от любви до импичмента — Юрий Иванович Чуйко, премьер-министр Украины
101. 2017—2018 — Когда мы дома. Новая история — Григорий Бакулин, военный пенсионер
102. 2017 — Предел — Крулл
103. 2018 — Сувенир из Одессы — Василий Карпович Тищенко в 1975 году
104. 2018 — По законам военного времени-2 — Седой
105. 2018 — Чужие родные — Эльдар
106. 2018 — Артистка — Ярославский
107. 2018 — Принцип удовольствия — Артём Ефремов
108. 2018 — Я, ты, он, она — сосед
109. 2018 — Криминальный журналист — Горохов
110. 2019 — Крепостная — пан Червинский Пётр Иванович
111. 2019 — Кровная месть — Кирилл
112. 2019 — Сердце матери — Александр Павлович Алексеенко
113. 2019 — Слуга народа 3: Выбор — Юрий Иванович Чуйко, премьер-министр Украины
114. 2019 — Папик — дед Александр Николаевич Меркулов
115. 2019 — Семья на год — Сергей Павлович Ярославский, отец Марины
116. 2020 — Предчувствие — Пётр
117. 2020 — Родня — чиновник
118. 2021 — Нереальный КОПец — Пётр Бурундяк
119. 2021 — Пульс — Виталий Сорочан, тренер
120. 2021 — Папик 2 — дед Александр Николаевич Меркулов
121. 2021 — Дом Бобринских — отец невесты
122. 2021 — Разница в возрасте — отец Полины
123. 2021 — Сваты 7 — Пётр Михайлович, отец Валентины Будько
124. 2022 — Алмаз Афера
125. 2022 — Полкан
126. 2023 — Посвящение Еве
127. 2024 — Если честно  — Анатолий, папа Андрея
128. 2024 — Крашенка  — Иван
129. 2024 — Поезд в 31 декабря — проводник Николай Иванович

## Телевидение
- 2013 — Уголовный облом — ведущий
- 2015 — Вечерний Киев — гость
- (2017—2022) — Лига Смеха (член жюри).
- 2018 — Женский Квартал — Джеймс Бонд (Агент 007)
- 2019 — Слуга Народа 4. Украинцы - Не Дураки! (предвыборная программа) — Юрий Иванович Чуйко
- 2019 — Документальным фильм «Год президента Зеленского» — интервьюер
- 2019 — Improv Live Show — гость
- (2019—2021) — Вечерний Квартал — играет самого себя
- 2019 — Танцы со звёздами — ведущий
- 2019 — Новогоднее обращение президента Украины Владимира Зеленского
- 2021 — Кто хочет стать миллионером? — ведущий
- 2021 — Improv Live Show — гость
- 2021 — Танцы со звёздами — играет самого себя

## Признание и награды
| Год  | Награда                          | Категория                                              | Работа                    | Результат |
| ---- | -------------------------------- | ------------------------------------------------------ | ------------------------- | --------- |
| 2002 | Киевская пектораль               | Лучшая мужская эпизодическая роль / роль второго плана | Спектакль «Хоровод Любви» | Победа    |
| 2004 | Славянские встречи               | Лучшая актёрская работа                                | Спектакль «Гедда Габлер»  | Победа    |
| 2006 | Заслуженный артист Украины       | -                                                      | -                         | Победа    |
| 2014 | Золотой Дюк                      | Лучшая актёрская работа                                | Фильм «Поводырь»          | Победа    |
| 2014 | Человек года                     | Деятель искусств года                                  | -                         | Победа    |
| 2015 | Телетриумф                       | Актёр телевизионного фильма/сериала                    | Сериал «Когда мы дома»    | Номинация |
| 2016 | Народный артист Украины          | -                                                      | -                         | Победа    |
| 2016 | Мельпомена Таврії                | Лучшая мужская роль                                    | Спектакль « Однорукий»    | Победа    |
| 2016 | VIVA! Самые Красивые 2016        | Самый красивый мужчина                                 | -                         | Номинация |
| 2018 | Телетриумф                       | Лучшая актёрская работа                                | Сериал «Маэстро»          | Победа    |
| 2018 | XXL Men’s awards                 | Артист                                                 | -                         | Номинация |
| 2018 | Летний кубок                     | Тренер-Чемпион                                         | Лига Смеха                | Победа    |
| 2019 | Снято в Украине                  | Лучший актёр                                           | -                         | Победа    |
| 2019 | Летний кубок                     | Тренер-Чемпион                                         | Лига Смеха                | Победа    |
| 2020 | Most Fashionable Awards          | Лучший актёр                                           | -                         | Номинация |
| 2020 | Снято в Украине                  | Лучший актёр                                           | -                         | Номинация |
| 2020 |                                  | Лучшая мужская роль                                    | Фильм «Пульс»             | Номинация |
| 2021 | Nice International film festival | Лучший актёр на иностранном языке                      | Фильм «Пульс»             |           |
| 2021 | Орден «За заслуги» III степени   | -                                                      | -                         | Победа    |